# ELM327
ELM327 - мікросхема, що перетворить ряд протоколів, використовуваних в діагностичних шинах автомобілів, в протокол RS-232, розроблена компанією ELM Electronics.
Початкова оригінальна реалізація ELM327 виконана на мікроконтролері PIC18F2480 фірми Microchip Technology. Бувають дротові і бездротові моделі.
На даний момент остання версія микрокода (або прошивка) - v2.2

## Контрафактні версії
ELM327 - це звичайний мікроконтролер PIC з прошивкою, розробленої ELM Electronics. Коли перша версія ELM327 надійшла в продаж, виявилося, що виробник забув активувати в своїх пристроях захист від копіювання. Це дозволило всім охочим зробити копію прошивки за допомогою програматора. Що, в свою чергу, призвело до створення дешевих клонів на спрощеній елементній базі. Усі ELM327, що надходять з Китаю, є клонами оригінального продукту і мають різний ступінь програмної і апаратної сумісності з оригінальним ELM327. Так як тільки перша версія прошивки виявилася доступна для копіювання, клони з більш новими прошивками є адаптацією старої прошивки і спробою відтворити функціональність новіших оригінальних прошивок. Як наслідок, кількість помилок і проблем (проблеми можуть виникнути як з прошивкою пристрою, так і з самим пристроєм) в таких клонах вище, а рівень сумісності з оригіналом - нижче.

## Протоколи, які підтримуються ELM327
- SAE J1850 PWM (41.6 kbaud)
- SAE J1850 VPW (10.4 kbaud)
- ISO 9141-2 (5 baud init, 10.4 kbaud)
- ISO 14230-4 KWP (5 baud init, 10.4 kbaud)
- ISO 14230-4 KWP (fast init, 10.4 kbaud)
- ISO 15765-4 CAN (11 bit ID, 500 kbaud)
- ISO 15765-4 CAN (29 bit ID, 500 kbaud)
- ISO 15765-4 CAN (11 bit ID, 250 kbaud)
- ISO 15765-4 CAN (29 bit ID, 250 kbaud)
- SAE J1939.